# Lucas Piazón
Gustavo Lucas Domingues Piazón, dit Lucas Piazón, né le 20 janvier 1994 à São Paulo, est un footballeur brésilien. Il joue pour le club portugais du AVS SAD. Il est avant tout un attaquant, mais il est aussi déployé comme un ailier, en tant que milieu offensif ou juste derrière l'attaquant. Son style de jeu et ses capacités footballistiques font qu'on le compare fréquemment à l'international brésilien Kaká.

## Biographie

### Débuts au Brésil
Né au Brésil, Lucas Piazon commence le football à l'âge de 7 ans au Coritiba Foot Ball Club. À l'âge de 10 ans, il rejoint un autre club bien connu au Brésil, le Clube Atlético Paranaense. Puis Piazón rejoint le São Paulo Futebol Clube à l'âge de 14 ans. Convoité par Chelsea, il rejoint le centre de formation des Blues à 17 ans pour y rester un an avant de rejoindre à 18 ans le groupe professionnel.

### Chelsea
Le 15 mars 2011, le FC São Paulo annonce que Piazón rejoindra le Chelsea FC au mois de janvier 2012. Il sera officiellement un joueur de Chelsea le 20 janvier 2012, lorsqu'il aura atteint ses 18 ans. Le transfert s'élève à 7,5 millions d'euros.
Le 19 décembre 2011, il marque son premier but pour l'équipe réserve de Chelsea qui s'impose 4-0 face à la réserve d'Arsenal.
Dans le groupe professionnel, il apparaît sur le banc des remplaçants le 31 janvier 2012 face à Swansea City et le 5 février 2012 contre Manchester United à Stamford Bridge (3-3). Il fait son entrée en jeu le 23 décembre 2012 contre Aston Villa (8-0), où il offre un caviar à Ramires sur son premier ballon, et où il rate l'occasion de marquer son premier but, son penalty étant sauvé par le portier adverse, Brad Guzan.

### Malaga (prêt)
En manque de temps de jeu, il est prêté a Málaga Club de Fútbol, le 15 janvier 2013. Durant les 6 mois de son prêt, Piazon entre en jeu régulièrement en Liga BBVA en effectuant 11 apparitions (dont 4 comme titulaire) ainsi que deux courtes apparitions en Ligue des champions et une en Coupe du Roi. Au total, il participe ainsi à 14 matches avec le club espagnol en 2013, sans inscrire le moindre but.
À la fin de la saison 2012-2013, il retourne à Chelsea.

### Vitesse Arnhem (prêt)
De retour à Chelsea en juin 2013, il est de nouveau prêté, le 9 août 2013, au Vitesse Arnhem pour la saison 2013-2014. Le Brésilien est d'ailleurs l'auteur d'une excellente première partie de saison durant laquelle il marque pas moins de 11 buts et délivre 8 passes décisives. Si la suite est moins reluisante, le sosie de Kaka va toutefois disputer le tournoi de Toulon 2014 qu'il va remporter avec les jeunes brésiliens.

### Eintracht Francfort (prêt)
Il est prêté au club allemand de l'Eintracht Francfort pour la saison 2014-2015.

### Reading (prêt)
Il retourne en Angleterre la saison suivante, en prêt au Reading FC.

### Fulham (prêt)
Il est prêté pour deux saisons au club de Fulham FC.

### Chievo Vérone (prêt)
Il est prêté pour une saison en Italie, au Chievo Vérone.

### Rio Ave FC (prêt)
Il est prêté pour une saison et demie. Il a connu une bonne aventure avec le club du Rio Ave FC, sous les ordres de l'entraîneur Carlos Carvalhal.

### SC Braga
Après avoir évolué à Chelsea pendant huit saisons et demi et en ayant été prêté 7 fois en 8 ans, le 14 janvier 2021 il rejoint finalement un club pour un transfert définitif, le SC Braga où il retrouve son ancien entraîneur au Rio Ave FC, Carlos Carvalhal pour une somme de 1,1 Million d'€. Le 4 février 2021, contre Portimonense SC, il marque son premier but sous ses nouvelles couleurs, une frappe hors de la surface de réparation.

## Statistiques
| Saison                | Club                  | Championnat           | Championnat | Championnat | Coupe nationale | Coupe nationale | Coupe de la Ligue | Coupe de la Ligue | Supercoupe | Supercoupe | Compétition(s) continentale(s) | Compétition(s) continentale(s) | Compétition(s) continentale(s) | Plays-off | Plays-off | Total | Total |
| Saison                | Club                  | Division              | M.          | B.          | M.              | B.              | M.                | B.                | M.         | B.         | Comp.                          | M.                             | B.                             | M.        | B.        | M.    | B.    |
| 2012-2013             | Chelsea FC            | Premier League        | 1           | 0           | 2               | 0               | -                 | -                 | -          | -          | C1                             | -                              | -                              | -         | -         | 3     | 0     |
| Sous-total            | Sous-total            | Sous-total            | 1           | 0           | 2               | 0               | -                 | -                 | -          | -          | -                              | -                              | -                              | -         | -         | 3     | 0     |
| 2012-2013             | Màlaga CF             | Liga BBVA             | 11          | 0           | 1               | 0               | -                 | -                 | -          | -          | C1                             | 2                              | 0                              | -         | -         | 14    | 0     |
| Sous-total            | Sous-total            | Sous-total            | 11          | 0           | 1               | 0               | -                 | -                 | -          | -          | -                              | 2                              | 0                              | -         | -         | 14    | 0     |
| 2013-2014             | Vitesse Arnhem        | Eredivisie            | 28          | 11          | 2               | 0               | -                 | -                 | -          | -          | -                              | -                              | -                              | -         | -         | 30    | 11    |
| Sous-total            | Sous-total            | Sous-total            | 28          | 11          | 2               | 0               | -                 | -                 | -          | -          | -                              | -                              | -                              | -         | -         | 30    | 11    |
| 2014-2015             | Eintracht Francfort   | Bundesliga            | 22          | 2           | 1               | 0               | -                 | -                 | -          | -          | -                              | -                              | -                              | -         | -         | 23    | 2     |
| Sous-total            | Sous-total            | Sous-total            | 22          | 2           | 1               | 0               | -                 | -                 | -          | -          | -                              | -                              | -                              | -         | -         | 23    | 2     |
| 2015-2016             | Reading FC            | Championship          | 23          | 3           | 4               | 2               | -                 | -                 | -          | -          | -                              | -                              | -                              | -         | -         | 27    | 5     |
| Sous-total            | Sous-total            | Sous-total            | 23          | 3           | 4               | 2               | -                 | -                 | -          | -          | -                              | -                              | -                              | -         | -         | 27    | 5     |
| 2016-2017             | Fulham FC (prêt)      | Championship          | 29          | 5           | 2               | 0               | 1                 | 1                 | -          | -          | -                              | -                              | -                              | 1         | 0         | 33    | 6     |
| 2017-2018             | Fulham FC (prêt)      | Championship          | 22          | 5           | 1               | 0               | 1                 | 1                 | -          | -          | -                              | -                              | -                              | 1         | 0         | 25    | 6     |
| Sous-total            | Sous-total            | Sous-total            | 51          | 10          | 3               | 0               | 2                 | 2                 | -          | -          | -                              | -                              | -                              | 2         | 0         | 58    | 12    |
| Total sur la carrière | Total sur la carrière | Total sur la carrière | 132         | 26          | 10              | 2               | 5                 | 2                 | -          | -          | -                              | 2                              | 0                              | 2         | 0         | 151   | 30    |

## Palmarès
En sélection
- Vainqueur du Championnat des moins de 17 ans de la CONMEBOL 2011 avec le Brésil U-17
- Vainqueur du Tournoi de Toulon 2014 avec le Brésil U-20

En club
- Vainqueur du FA Youth Cup 2012 avec Chelsea